# Owenia gomsoni
Owenia gomsoni är en ringmaskart som beskrevs av Koh och Bhaud 200. Owenia gomsoni ingår i släktet Owenia och familjen Oweniidae. Inga underarter finns listade i Catalogue of Life.